# Christian Wejse
Christian Morberg Wejse (født 31. december 1969 i Thisted) er en dansk cand.med, phd, professor og overlæge på infektionsmedicinsk afdeling på Aarhus Universitetshospital i Skejby ved Aarhus. 
Wejse blev student på Frederikshavn Gymnasium i 1989, fik diplom i medicinsk forskning i 1998 (Aarhus Universitet), cand.med. i 1999, phd (2007), begge dele på Aarhus Universitet. Blev Diploma in Tropical Medicine and Hygiene på Johns Hopkins University i 2010 og speciallæge i infektionsmedicin i 2013. Har været lektor ved Center for Global Sundhed på Institut for Folkesundhed ved Aarhus Universitet siden 1. september 2011 indtil 2022, hvor han blev professor i tværkulturel medicin og global sundhed. 